# Плаксин, Глеб Васильевич
Глеб Васильевич Плаксин (16 августа 1925 — 21 ноября 2008) — русский музыкант в иммиграции во Франции, советский актёр кино, работник телевидения, ветеран Второй мировой войны.
Заслуженный артист Российской Федерации (2001).

## Биография
Глеб Васильевич Плаксин родился 16 августа 1925 года в Лионе (Франция).
Родители Плаксина эмигрировали во Францию после Октябрьской революции: отец — офицер гусарского полка царской армии, мать — Надежда Дамиановна (урождённая Снитко), сестра милосердия, награждена Георгиевскими крестами трёх степеней. Её родной брат, Иван Дамианович Снитко — советский контр-адмирал.
В 1943 году окончил Парижскую консерваторию по классу фортепиано у профессора В. И. Поля. Поступил в отряд французского Сопротивления, воевал в Бретани и Нормандии. В Нормандии поступил рядовым в ударную роту «Дельта» 1-го батальона 331-го полка 83-й дивизии армии США.
После войны был сотрудником Советской миссии по репатриации военнопленных и перемещённых лиц. Затем вернулся в Париж, давал уроки музыки, выступал с концертами во Франции, Италии, Дании. Член Союза композиторов Франции с 1947 года.

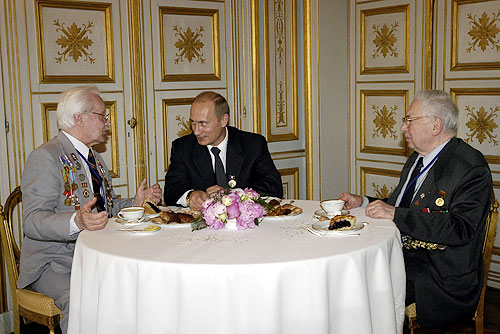
Г. В. Плаксин (слева), В. В. Путин, О. Н. Озеров на торжествах, посвящённых операции союзников в Нормандии. Кан, Франция, 6 июня 2004

В 1955 году, получив советское гражданство, Плаксин вместе с отцом выехал на постоянное место жительства в СССР на собственном «Кадиллаке» 1937 года выпуска, который в Советском Союзе пришлось продать.
Работал в Ленинградской филармонии, а затем в течение 35 лет — в отделе иностранного вещания Гостелерадио. Владел шестью европейскими языками: кроме русского и французского — английским, итальянским, немецким и румынским. Участвовал в дублировании 210 иностранных кинофильмов на русский язык и сам снялся во многих фильмах (правда, в основном в эпизодических ролях).
В июне 2004 года Г. В. Плаксин вместе с другим ветераном французского Сопротивления — Олегом Николаевичем Озеровым (17.06.1922 — 30.01.2007) — сопровождал президента России Владимира Путина на торжества по поводу 60-летия высадки союзников в Нормандии.
Умер 21 ноября 2008 года в Москве. Урна с прахом захоронена на шестом участке Востряковского кладбища Москвы.

## Награды
- Заслуженный артист Российской Федерации (2001)[8].
- Награждён орденами и медалями СССР, России, США и Франции, среди которых французские: Рыцарский крест ордена Почётного Легиона, Крест «Комбатант Волонтёр» (Крест Добровольца), «Медаль Освобождённой Франции», крест «Комбатанта» (ветерана войны), «Медаль Войны 1939—1945 (Франция)», Медаль Непокорённых, Медаль Французской признательности.

## Фильмография
- 1964 — Тишина (фильм, 1964)
- 1967 — Твой современник — иностранный корреспондент
- 1967 — Тысяча окон — эпизод
- 1968 — Далеко на западе — Дюваль
- 1968 — Ошибка резидента — шеф иностранного разведцентра
- 1969 — Адъютант его превосходительства — французский генерал
- 1969 — Красная палатка — репортёр
- 1969 — Посол Советского Союза — гость на приёме
- 1970 — Кремлёвские куранты — член президиума
- 1970 — Судьба резидента — шеф иностранного разведцентра
- 1970—1971 — Корона Российской империи, или Снова неуловимые — посетитель ресторана
- 1971 — Синее небо — спутник Рамсея
- 1972 — Земля, до востребования — господин на суде
- 1972 — Монолог — иностранный участник конгресса
- 1973 — Единственный свидетель (фильм-спектакль) — Роже Дюваль, профессор женевского университета
- 1973 — Молчание доктора Ивенса — ведущий новостей
- 1973 — Моя судьба — Хайнц
- 1973 — Опознание — Роберт Крауз
- 1974 — Ответная мера — комментатор
- 1976 — …И другие официальные лица — Саливан, помощник Кларка
- 1977 — Хочу быть министром
- 1979 — Выстрел в спину — знакомый Ветрова
- 1979 — Моя Анфиса — господин Де Ренцерак, президент французской фирмы
- 1979 — Поэма о крыльях
- 1980 — Коней на переправе не меняют — участник совещания у зампреда
- 1980 — Рассказ неизвестного человека
- 1982 — Владивосток, год 1918
- 1982 — Две главы из семейной хроники — иностранный журналист
- 1982 — Падение Кондора — мужчина на приёме
- 1982 — Смерть на взлёте — господин Норман, шеф иностранной разведки
- 1982 — Чародеи — член учёного совета
- 1983 — Нежный возраст — посетитель ресторана
- 1984 — Стратегия победы (документальный) — читает французские документы
- 1984 — Победа (СССР, ГДР) — эпизод
- 1984 — Полоса препятствий — Владислав Николаевич
- 1985 — Мы обвиняем — иностранец на заседании
- 1986 — Выкуп — господин советник
- 1986 — Лермонтов — виконт д’Англес
- 1986 — Проделки в старинном духе — французский офицер
- 1986 — Чичерин
- 1988 — Клад — иностранный турист
- 1989 — Мать — судья
- 1989 — Мир в другом измерении — Вильям
- 1989 — Прямая трансляция — Фабрис, французский художник
- 1991 — Призраки зелёной комнаты — мэр
- 1991 — Чернобыль: Последнее предупреждение — ассистент Хаммера
- 1991—1993 — Операция «Гелий» (документальный) — Анри Беккерель, французский ученый
- 1992—2006 — Тихий Дон — капитан Бонд, представитель военной миссии Англии на совещании у генерала Краснова
- 1993 — Дорога в рай — референт
- 1993 — Русская певица — генерал Панюков
- 1994 — Маэстро вор
- 1994 — Крысиные похороны по Брэму Стокеру (США, Россия) — мистер Стокер
- 1994 — Серп и молот — Конхакль, немецкий писатель
- 1995 — Адское пекло (США, Россия) — Анри
- 2001 — На углу, у Патриарших-2 — Вуди
- 2002 — Next 2 —
- 2003 — Белое золото — Игорь Барковский, академик
- 2003 — Сыщики-2 — Буше
- 2003 — Тайны дворцовых переворотов. Россия, век XVIII — Хризологус